# 레안드로 그레코
레안드로 그레코(이탈리아어: Leandro Greco, 1992년 3월 2일 ~ )는 과거 미드필더로 뛰었던 이탈리아의 전 축구 선수이다.

## 클럽 경력
그레코는 미드필더로서, 로마 유소년팀의 주전 선수였다. 그는 2004–05 시즌에 로마에서 세리에 A 데뷔를 하였다. 2005–06 시즌, 그레코는 얼마 안되는 출전 기회를 잡았는데, 이는 모두 교체 출전이였다.

### 베로나, 피사 그리고 피아첸차
그는 베로나에서 두 시즌간 총 40 경기를 뛰며 성장했다(첫 시즌에는 26경기, 두 번째 시즌에는 14경기). 베로나는 2007년 6월에 30만 유로에 그의 소유권 절반을 획득했지만, 로마가 다시 2008년 6월에 15만 유로에 다시 회수하였다.
그는 세리에 B 팀 피사에서 임대되어 2008–09 시즌 후반기를 뛰었다. 그의 임대는 2010년 1월에 급작스럽게 종료됐고, 그레코는 또다른 세리에 B팀 피아첸차로 보내져 남은 시즌을 성공적으로 보냈다.

### 로마로의 복귀
그레코는 2010–11 시즌에 로마로 복귀했고, 곧바로 이적 목록에 올랐지만, 어떠한 클럽들도 그와 계약을 하는데 흥미를 보이지 않아, 대신 로마의 1군팀에 잔류하였다. 심각한 부상을 입었던 그는 감독 클라우디오 라니에리는 바젤과의 UEFA 챔피언스리그 경기에서 그를 벤치에서 불러들였고, 그는 남은 15분동안에 교체 선수로 출전한지 1분만에 득점을 성공시켜, 로마의 3-2 승리를 이끌었다. 그레코의 좋은 활약은 라니에리를 하여금 그를 로마 더비에 출전시켰고, 전반에 부상으로 교체된 제레미 메네즈를 대신하여 매끄러운 모습을 보이며 2-0 승리에 기여했다. 그는 그 이후에 피오렌티나와 유벤투스와의 경기에서도 선발 출전 선수로 올라갔다.
그레코의 재계약은 2012년 2월에 다니엘레 데 로시와 시모네 페로타와 나란히 이루어졌다. 그레코는 3년 계약과 연봉 125만 4천유로를 보너스를 받고, 게다가 2011–12 시즌에는 연봉 80만 유로가 올랐다.
세리에 A 2012-13 시즌이 시작할때, 그레코는 프리시즌 캠프에 포함되었지만, 미묘한 부상으로 인해 빠지게 되었다.

### 올림피아코스
2012년 7월 24일, 그리스 리그 챔피언 올림피아코스는 자유 이적 시분을 통해 그레코와 3년 계약을 맺었다. 레안드로는 몽펠리에 HSC와의 UEFA 챔피언스 리그 경기(홈에서 3-1 승리를 거둠)에서 올림피아코스 이적후 첫 골을 넣었다.

### 리보르노
2013년 7월 31일, 그레코는 리보르노로 이적하며 이탈리아로 돌아왔다. 2014년 6월 20일, 리보르노와의 계약이 합의하에 종료되었다.

### 제노아
2014년 6월 20일, 레안드로 그레코는 세리에 A 팀 제노아와 3년 계약을 맺었다.

## 수상

### 클럽
올림피아코스
- 수페르리가 엘라다 (1): 2012-13